# نوئل مدیسون
نوئل مدیسون (انگلیسی: Noel Madison؛ ‏ ۳۰ آوریل ۱۸۹۷ – ۶ ژانویهٔ ۱۹۷۵) بازیگر اهل ایالات متحده آمریکا بود.
از فیلم‌ها یا برنامه‌های تلویزیونی که وی در آن نقش داشته‌است، می‌توان به ملودرام منهتن، مأموران اف‌بی‌آی، روابط ما، دیوانگان رقص و خانه روتشیلت اشاره کرد.